# Jayma Mays
Jayma Suzette Mays  (Grundy, 16 de julho de 1979) é uma atriz norte-americana de cinema e televisão, conhecida por interpretar  Emma Pillsbury  na série de televisão da FOX Glee. Desde 2007 é casada com o ator Adam Campbell, seu colega no filme Deu a Louca em Hollywood.

## Biografia
Mays nasceu e foi criada em Grundy, Virgínia, filha de Paulette e James Mays, um professor do ensino médio que também trabalhou na indústria de mineração de carvão. Após graduar na Grundy Senior High School com um superlativo dos mais talentosos, ela participou e ganhou um grau de associado da Southwest Virginia Community College.
Mays, em seguida participou do Instituto Politécnico e Universidade Estadual da Virgínia por um ano antes de transferir para Radford University, graduando em 2000 com uma licenciatura em Teatro.

## Carreira
Em 2004, ela fez sua primeira aparição na televisão em Joey. No ano seguinte, ela fez sua estréia no cinema com um papel de coadjuvante em Red Eye. Outras participações incluem, The Comeback, Six Feet Under, How I Met Your Mother, Stacked, Entourage, Heroes, Ghost Whisperer, Pushing Daisies e Ugly Betty. Jayma participou de filmes como Blind Dating, Flags of Our Fathers e Bar Starz. Ela estrelou o filme Epic Movie, e como Amy em Paul Blart: Mall Cop.
Mays interpretou Charlie Andrews em Heroes e Nina no filme Get Smart's Bruce and Lloyd: Out of Control. Atualmente interpreta Emma Pillsbury na série Glee, que estreou em 19 de maio de 2009. Em 2011, fez o papel de Grace Winslow no filme The Smurfs.

## Vida pessoal
Jayma é casada com o ator Adam Campbell, eles se casaram no dia 28 de outubro de 2007. Em abril de 2016, o casal anunciou que estavam esperando o primeiro filho. Em agosto de 2016, nasce Jude.

## Filmografia

### Filmes

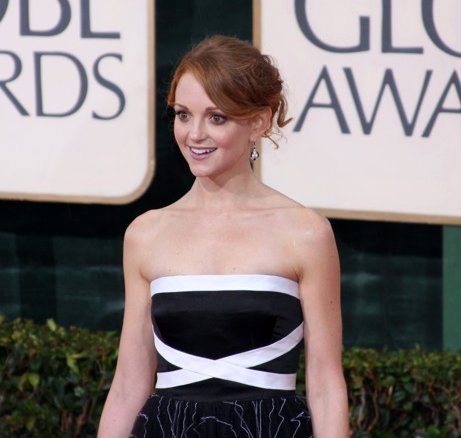
Mays durante o Golden Globe Awards de 2010.

| Ano  | Título                                      | Papel               | Notas                                   |
| ---- | ------------------------------------------- | ------------------- | --------------------------------------- |
| 2005 | Red Eye                                     | Cynthia             |                                         |
| 2006 | Blind Dating                                | Mandy               | Também conhecido como Blind Guy Driving |
| 2006 | Flags of Our Fathers                        | Enfermeira no Havaí |                                         |
| 2007 | Smiley Face                                 | Atriz               |                                         |
| 2007 | Epic Movie                                  | Lucy                |                                         |
| 2007 | Bar Starz                                   | Tiffany             |                                         |
| 2008 | Night Hikers                                | Skellen             | Curta-metragem                          |
| 2008 | Get Smart's Bruce and Lloyd: Out of Control | Nina                | Diretamente em vídeo                    |
| 2009 | Paul Blart: Mall Cop                        | Amy Anderson        |                                         |
| 2011 | The Smurfs                                  | Grace Winslow       |                                         |
| 2013 | Bananas                                     | Narradora           | Curta-metragem                          |
| 2013 | The Smurfs 2                                | Grace Winslow       |                                         |
| 2014 | Awkward Expressions of Love                 | Liz                 | Curta-metragem                          |
| 2014 | Last Weekend                                | Blake Curtis        |                                         |
| 2015 | Larry Gaye: Renegade Male Flight Attendant  | April Farnekowski   |                                         |
| 2017 | Puss in Book: Trapped in an Epic Tale       | Dulcinea (voz)      | Curta-metragem                          |
| 2017 | American Made                               | Dana Sibota         |                                         |
| 2020 | Little Willy                                | Mrs. Caruthers      | Curta-metragem                          |
| 2020 | Bill & Ted Face the Music                   | Princess Joanna     |                                         |
| 2022 | Disenchanted                                | Ruby                |                                         |

### Televisão
| Ano  | Título                                     | Papel                       | Notas                                                    |
| ---- | ------------------------------------------ | --------------------------- | -------------------------------------------------------- |
| 2004 | Joey                                       | Molly                       | Episódio: "Joey and the Party"                           |
| 2005 | The Comeback                               | Garota de vendas            | Episódio: "Valerie Demands Dignity"                      |
| 2005 | Six Feet Under                             | Donna                       | Episódio: "The Rainbow of Her Reasons"                   |
| 2005 | How I Met Your Mother                      | Garota verificando o casaco | Episódio: "Okay Awesome"                                 |
| 2005 | Stacked                                    | Brenda                      | episódio: "Nobody Says I Love You"                       |
| 2006 | If You Lived Here, You'd Be Home Now       | Sandra                      | Piloto não lançado                                       |
| 2006 | 30 Even Scarier Movie Moments              | Ela mesma                   | Minissérie                                               |
| 2006 | House                                      | Hannah                      | Episódio: "Sleeping Dogs Lie"                            |
| 2006 | Studio 60 on the Sunset Strip              | Daphne                      | Episódio: "Piloto"                                       |
| 2006 | Entourage                                  | Jen                         | Episódio: "Sorry, Ari"                                   |
| 2006 | Heroes                                     | Charlie Andrews             | 5 episódios (2006–2010)                                  |
| 2007 | Nice Girls Don't Get the Corner Office     | Angela                      | Piloto não lançado                                       |
| 2007 | Ghost Whisperer                            | Jennifer Billings           | Episódio: "The Underneath"                               |
| 2007 | Pushing Daisies                            | Elsita / Elsa               | Episódio: "Pigeon"                                       |
| 2007 | Drunk History                              | Annabelle                   | Episódio: "Drunk History Vol. 2.5: Featuring Jack Black" |
| 2007 | Ugly Betty                                 | Charlie                     | 8 episódios (2007–2008)                                  |
| 2008 | Back to You                                | Shelley Ken                 | Episódio: "Date Night"                                   |
| 2009 | Glee                                       | Emma Pillsbury              | 61 episódios (2009–2015)                                 |
| 2011 | Marcy                                      | Jayma                       | Episódio: "Marcy Does a Picnic"                          |
| 2012 | The League                                 | Trixie Von Stein            | 6 episódios (2012–2014)                                  |
| 2013 | How I Met Your Mother                      | Garota verificando o casaco | Episódio: "The Time Travelers"                           |
| 2013 | NTSF:SD:SUV                                | Clock                       | Episódio: "The Great Train Stoppery"                     |
| 2013 | The Millers                                | Debbie                      | 34 episódios (2013–2015)                                 |
| 2014 | Drunk History                              | Abigail Adams               | Episódio: "Philadelphia"                                 |
| 2014 | Getting On                                 | Suzi Sasso                  | 5 episódios (2014–2015)                                  |
| 2015 | Resident Advisors                          | Michaela Roberts            | Episódio: "Motivational Speaker"                         |
| 2015 | Wet Hot American Summer: First Day of Camp | Jessica                     | Episódios: "Lunch" / "Staff Party"                       |
| 2015 | Gigi Does It                               |                             | Episódio: "Love Thyself"                                 |
| 2015 | The Adventures of Puss in Boots            | Dulcinea                    | 2015–presente                                            |
| 2017 | Trial & Error                              | Carol Anne Keane            | 2017–presente                                            |
| 2018 | Great News                                 | Cat                         | Episódio: "Catfight"                                     |